# Ben no Naishi
En aquest nom japonès, el cognom és Ben.
Sobre l'escriptora Ben no Naishi (japonès: 弁内侍) no se sap la data de naixement, ni la mort, ni el seu veritable nom. Filla del pintor i poeta Fugiwara no Nobuzane (1177-1265), descendent de Fujiwara no Fuyutsugu (775-826), ministre dels emperadors Kwammu (781-806), Heijo (806-809) i Saga (809-823). Va ser dama a la cort de l'emperador Go Fukakusa (1246-1260) i una de les poetesses més valorades de l'època Kamakura. Se li atribueix l'obra en dos volums Ben no Naishi nikki (Diari de la dama d'honor Ben), també anomenada Go Fukakusa Ben no Naishi nikki (Diari de Ben, dama d'honor de l'emperador Fukakusa), per la quantitat destacable de poesies reconegudes. El diari comença quan Go Saga entrega el tron al seu fill Go Fukakusa l'any 1246. És una font d'informació de les reunions i les recepcions que es realitzaven a la cort. Però hi ha belles poesies d'un gran valor psicològic per estudiar la personalitat juvenil de l'escriptora.